# Yves Robert
Yves Robert (Saumur, 21 giugno 1920 – Parigi, 10 maggio 2002) è stato un attore, sceneggiatore, regista e produttore cinematografico francese.
L'Enciclopedia Treccani riconosce che esordì come attore nel 1945 e come regista nel 1951. Mimo, «A 21 anni, nel 1942, comincia a recitare a Lione. Subito dopo la seconda guerra mondiale diviene uno dei volti di punta del cabaret La rose rouge, a Saint-Germain-des-Prés». L'approccio umoristico lo mette in ideale relazione con Marcel Pagnol che, come scrittore, fu tra coloro che espressero l'humour francese che seguì il secondo dopoguerra e, come regista, narrò uno sguardo su una Francia mitica che si ritrova nei due film dello stesso Yves Robert tratti da due romanzi di Pagnol, Il castello di mia madre e La gloria di mio padre.

## Souvenir d'enfance
La gloria di mio padre e Il castello di mia madre, i due romanzi di Marcel Pagnol del 1957, sono i due adattamenti cinematografici di Yves Robert del ciclo dei quattro romanzi della serie Souvenir d'enfance, che comprende Il tempo dei segreti (1960) e Il tempo degli amori (1977, postumo). Yves Robert girò i due film in quattro mesi ma erano occorsi trent'anni perché il suo progetto potesse essere realizzato. Scrive Jacques Pessis su Le Figaro TV Magazine che nel 1963, all'indomani del successo della Guerra dei bottoni, Yves Robert propose a Marcel Pagnol di realizzare i suoi Souvenirs d'enfance. Il rifiuto educato ma fermo fu immediato, Pagnol stesso stava lavorando all'adattamento cinematografico della serie dei suoi romanzi. La rinuncia e poi la morte dello scrittore e regista porta Jacqueline Pagnol, la moglie, ad accettare la richiesta di Robert. Da aggiungere che soltanto dopo trent'anni, nel 2022, il terzo e penultimo romanzo di Souvenir d'enfance avrà il suo adattamento cinematografico ad opera del regista Christophe Barratier, come naturalmente orientato da sua nonna, che aveva rappresentato Pagnol a teatro.

## Filmografia

### Attore
- La Terreur des dames, regia di Jean Boyer (1956)

### Regista
- Gli uomini non pensano che a quello (Les Hommes ne pensent qu'à ça) (1954)
- La legge del più furbo (Ni vu, ni connu) (1958)
- Il ritorno di Arsenio Lupin (Arsène Lupin et le Toison d'Or) (1959)
- La famille Fenouillard (1960)
- La guerra dei bottoni (La guerre des boutons) (1962)
- Pierino la peste (Bébert et l'omnibus) (1963)
- Les copains (1965)
- I 7 falsari (Monnaie de singe) (1966)
- Alexandre, un uomo felice (Alexandre le bienheureux) (1967)
- Clérambard (1969)
- Alto, biondo e... con una scarpa nera (Le Grand Blond avec une chaussure noire) (1972)
- L'idolo della città (Salut l'artiste) (1973)
- Il grande biondo (Le Retour du grand blond) (1974)
- Certi piccolissimi peccati (Un éléphant, ça trompe énormément) (1976)
- Andremo tutti in paradiso (Nous irons tous au paradis) (1977)
- Coraggio scappiamo (Courage fuyons) (1979)
- Le jumeau (1984)
- Les petites magiciennes (1986)
- L'été 36 (1986) (TV)
- La gloire de mon père (1990)
- Le château de ma mère  (1990)
- Le bal des casse-pieds (1992)
- Montparnasse-Pondichéry (1994)

### Sceneggiatore
- Bonjour sourire!, regia di Claude Sautet (1956)